# 707

## Починали
- 18 октомври – Йоан VII, римски папа